# Terra de Chemnitz
A Terra de Chemnitz (em alemão:  Chemnitzer Land) foi um distrito (kreis ou landkreis) da Alemanha até 31 de julho de 2008. Estava localizado na região de Chemnitz, no estado da Saxônia.